# Porzellanikon
Das Porzellanikon ist ein Museumskomplex, der sich mit der Fabrikation von Porzellan und Keramik in Selb und Hohenberg an der Eger im Landkreis Wunsiedel i. Fichtelgebirge (Oberfranken) beschäftigt. Es entstand aus dem Zusammenschluss der Porzellanwelt Selb (mit dem Europäischen Industriemuseum für Porzellan, dem Europäischen Museum für Technische Keramik und dem Rosenthal Museum) und dem Deutschen Porzellanmuseum in Hohenberg an der Eger.
Seit 2012 ist das Porzellanikon als Mitglied im „Urban Network for Innovation in Ceramics“ in die Europäische Keramikstraße einbezogen. Im Jahr 2014 wurde das Museum verstaatlicht. Am Donnerstag, dem 6. Februar 2014, hat der ehemalige Bildungs- und Wissenschaftsminister in Bayern Dr. Ludwig Spaenle im Rahmen einer Feierstunde offiziell das Porzellanikon in die Trägerschaft des Freistaats Bayern übernommen.

## Standort Selb

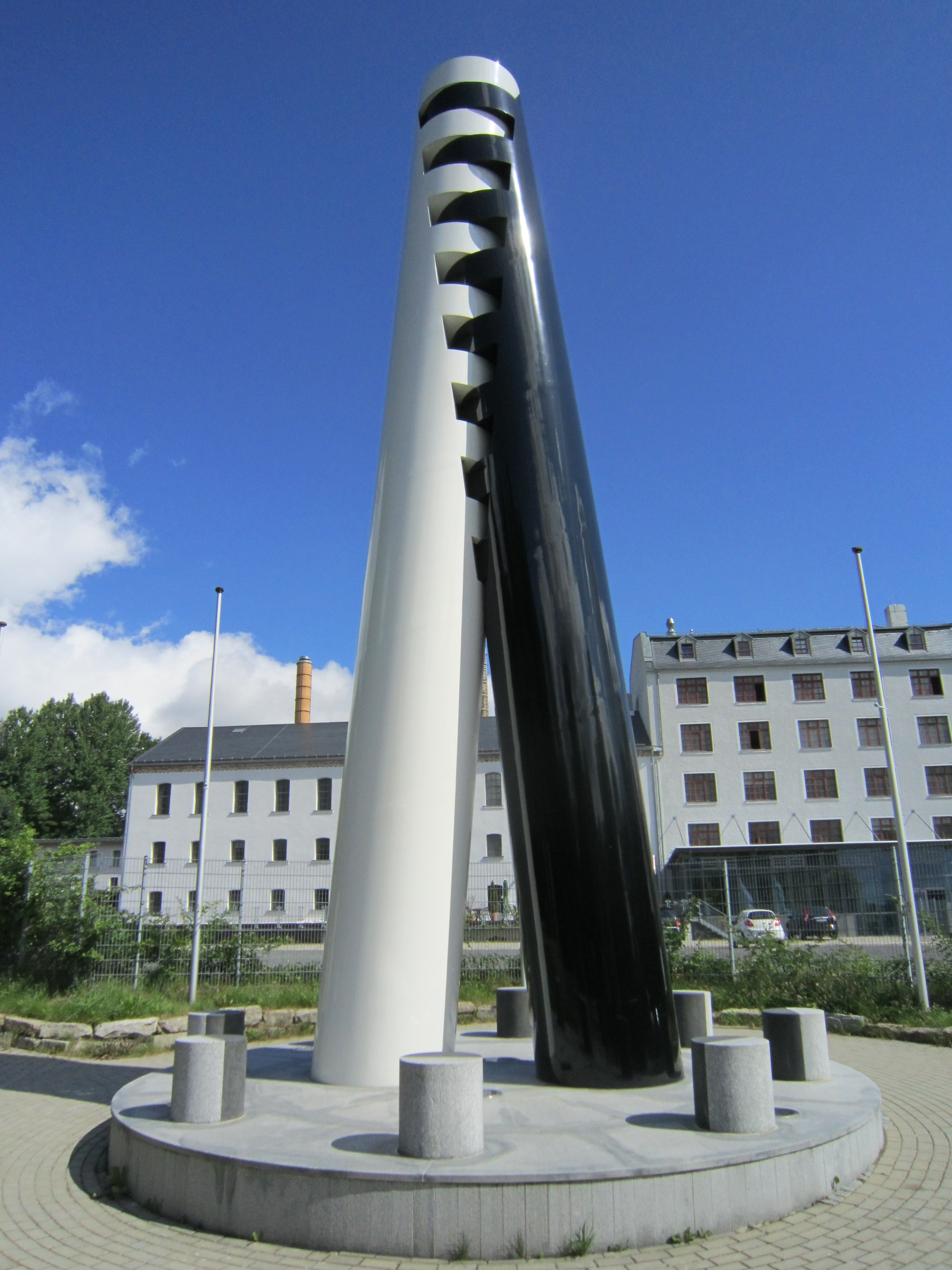
Porzellanikon – Standort Selb

Die oberfränkische Stadt Selb gilt als Zentrum der deutschen Porzellanindustrie. Die in Selb und Umgebung ansässigen Porzellanhersteller sind Marktführer im Bereich des Geschirrporzellans.
Der Museumskomplex des Porzellanikon Selb setzt sich aus sechs Häusern (Fabrik & Technik) zusammen. In Haus eins, zwei und drei ist die Porzellanherstellung ersichtlich. Neben der Weißfertigung kann in Haus 1 die Technische Keramik, die Massemühle und Dampfmaschine erkundet werden. In Haus 2 befindet sich die Dampfmaschine und der Dampfkessel. Im Haus 3 sind das Brennen, Glasieren, Kapseldrehen, Gießen, Drehen und Modellieren untergebracht. In Haus 4 befinden sich die Dauer- und Sonderausstellungsräume sowie das Porzellinerleben. In Haus 5 ist die Malerei, der Kontor, die Schlosserei, die Erdenmacherei, die Steindruckschnellpresse, die Weiße Oase und Glanzlichter zu besichtigen. Das Rosenthal Museum im Haus 6 dokumentiert die Produkt- und Designgeschichte der Rosenthal AG, einem Hersteller von Porzellan- und anderen Haushaltswaren.
Die Dauer- und Sonderausstellungen werden durch stündliche Vorführungen in den Bereichen Trommelmühlen und Dampfmaschine, Eindrehen von Bechern sowie Gießen von Hohlgeschirr ergänzt.
Das Porzellanikon befindet sich auf dem ehemaligen Fabrikgelände von Rosenthal in Selb-Plößberg. Die bereits 1866 gegründete Fabrik ist mittlerweile ein Industriedenkmal. Das Museum zeigt – zum Beispiel an originalgetreu eingerichteten Arbeitsplätzen – die Entwicklung der Porzellanherstellung in einer Fabrik und deren Bedingungen von den Anfängen bis in die Gegenwart. Es ist ein Ankerpunkt der Europäischen Route der Industriekultur (ERIH).
Es wird dargestellt, wie Porzellangeschirr hergestellt wird und wurde. Bildschirme zeigen das Innenleben komplexer Maschinen und machen so deren Funktionsweise nachvollziehbar. Der Einsatz spezieller Software ermöglicht die experimentelle Gestaltung dreidimensionaler Porzellanobjekte. Über Touchscreen-Anwendungen können weiterführende Fragen geklärt werden. Das Museum greift auch sozialgeschichtliche Fragestellungen auf.

### Technische Keramik
Die Technische Keramik wurde am 10. Oktober 2005 als Teil des Porzellanikon Selb eröffnet. Es ist das erste Museum in Europa, das sich der Hochleistungskeramik widmet. An seiner Entstehung beteiligten sich zahlreiche Hersteller technischer Keramik sowie der Verband der Keramischen Industrie (Selb).
Erstmals kam technische Keramik zur Zeit der Französischen Revolution in Form von Zahnersatz zum Einsatz. Unter Friedrich dem Großen wurde die Säureresistenz von Porzellan für Labor- und Apothekengeschirre genutzt. 1849 kam schließlich der erste aus Keramik gefertigte Glockenisolator auf der Telegrafenstrecke zwischen Frankfurt und Berlin zum Einsatz. 1891 wurden auf der elektrotechnischen Ausstellung in Frankfurt erstmals Porzellanisolatoren vorgestellt. Die Weiterentwicklung der Technologie brachte eine Vielzahl weiterer Einsatzmöglichkeiten für technische Keramik.
Technische Keramik findet sich heute auch in alltäglichen Gegenständen wie Feuerzeugen, Handys, Espressomaschinen oder Autos, da der Werkstoff hitzebeständig, haltbar und hart ist. Keramische Klingen schneiden beispielsweise Diamanten.

### Rosenthal-Museum
Das Museum ist im alten Brennhaus der ehemaligen Fabrik des Porzellanherstellers Rosenthal untergebracht. Das 1889 erbaute Gebäude brannte allerdings 1982 bis auf die Außenmauern nieder. Sein Wiederaufbau berücksichtigte die Idee eines „offenen Raumkonzeptes“. Von den ursprünglich drei hintereinanderstehenden Rundöfen wurde der vordere vollständig saniert.
Das Museum zeigt in verschiedenen Themeninseln die Geschichte des Unternehmens und seiner Produkte, die am 30. August 1879 im Schloss Erkersreuth mit der Porzellanmalerei Philipp Rosenthals begann. 1917 erwarb Rosenthal die 1866 von Jacob Zeidler gegründete Porzellanfabrik in Selb-Plößberg. Das Unternehmen nutzte die Fabrikanlagen, bis es seine Produktion 1969 in den neuen Industriebau am Rothbühl im Ortsteil Erkersreuth verlegte.
Als Manufaktur des Wohnens und Lifestyle-Anbieter setzte Rosenthal schon früh auf die Verbindung von Kunst, Architektur, Design, Porzellan und anderen Werkstoffen. Aufbauend auf den Entwürfen der für Rosenthal tätigen Produktdesigner wie Walter Gropius, Elsa Fischer-Treyden oder Bjørn Wiinblad konnte die Firma international renommierte Künstler wie Salvador Dalí, Friedensreich Hundertwasser oder Niki de Saint Phalle für eine Zusammenarbeit gewinnen.
2009 wurde die Rosenthal-Sammlung des insolventen Porzellanherstellers Rosenthal von der Oberfrankenstiftung gekauft, darunter Originale von Salvador Dalí und Andy Warhol. Die Stiftung überließ den Fundus dem Porzellanmuseum.

## Standort Hohenberg an der Eger

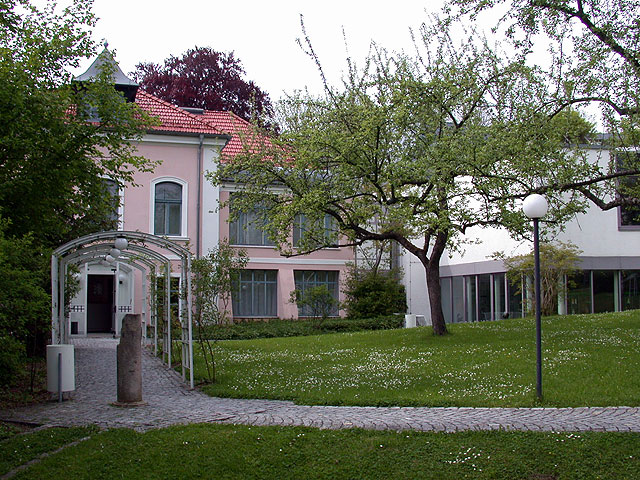
Porzellanikon – Standort Hohenberg

In Hohenberg an der Eger (Villa & Sammlung) wurde 1982 das Deutsche Porzellanmuseum eröffnet. Zuvor hatte der Komplex als Direktorenvilla des Familienunternehmens Carolus Magnus Hutschenreuther gedient. Mit der Gründung der ersten Porzellanfabrik Nordostbayerns 1814 hatte Hutschenreuther in Hohenberg den Grundstein dazu gelegt, dass sich die Region rasch zum Zentrum der deutschen Porzellanindustrie entwickelte. 1995 wurde das historische Haus um einen modernen Anbau aus Glas und Stahl auf 2000 m² erweitert. Heute zeigt das Museum rund 12.000 Exponate, mehr als 150.000 Teile befinden sich im Depot.
Die Unternehmervilla zeigt die Museumsgeschichte, Porzellan in der Tafel- und Repräsentationskultur des 18. Jahrhunderts, das 19. Jahrhundert, die Tassensammlung Heine sowie Ausstellungen als Impulsgeber für die Porzellanproduzenten.
Im Neubau sind die Goldenen Zwanziger, das Kabinett der Besonderheiten, Porzellan von der Zeit des Wirtschaftswunders bis 1989 (in Ost und West), die Sonderausstellung und die Studiensammlung untergebracht.
Die Dauerausstellung zeigt unter anderem die Porzellanprodukte aus China sowie alle Arten von Porzellan, das im deutschsprachigen Raum produziert wurde, und zwar sowohl kostbare Einzelanfertigungen für Adelige als auch Industrieprodukte. Der Rundgang ist chronologisch angelegt. In jedem Raum werden dem Besucher Merkmale jeweils einer Kunstepoche gezeigt.
Vor den Gebäuden liegt der ehemalige Fabrikantengarten mit Apfelbäumen und Rosenlauben.

## Museumsleitung
Gründungsdirektor von 1984 war Wilhelm Siemen, der das Gesamtkonzept der beiden Standorte Hohenberg an der Eger und Selb erarbeitete und maßgeblich für das Zusammenwachsen beider Standorte verantwortlich ist. Er leitete das Museum bis 2019. Neue Direktorin seit 2020 ist Anna Dziwetzki, stellvertretender Direktor war bis 2021 Wolfgang Schilling.